# Ailúrids
Els ailúrids (Ailuridae) són una família de mamífers mustèlids formada per un únic membre viu, el panda roig (Ailurus fulgens), que habita la Xina.
Aquesta família ha estat molt controvertida, ja que durant molt de temps s'estigué discutint si podria ser un parent proper de l'os rentador o, malgrat la gran diferència física, del panda gegant.

## Espècies fòssils
A més d'Ailurus, la família inclou vuit gèneres extints, la majoria dels quals es reparteixen entre dues subfamílies, Ailurinae i Simocyoninae.
- Família Ailuridae
  - ?Gènere Amphictis (†)
  - Gènere Protursus (†)
  - Subfamília Ailurinae
    - Gènere Ailurus
    - Gènere Magerictis (†)
    - Gènere Parailurus (†)
    - Gènere Pristinailurus (†)

  - Subfamília Simocyoninae (†)
    - Gènere Actiocyon (†) (Sinònim amb el Alopecocyon)[5]
    - Gènere Alopecocyon (†)
    - Gènere Simocyon (†)

## Cladograma
|  | Mephitidae                                                 |
|  |                                                            |
|  | \| \| Procyonidae \| \| \| \| \| \| Mustelidae \| \| \| \| |
|  |                                                            |
|  | Procyonidae                                                |
|  |                                                            |
|  | Mustelidae                                                 |
|  |                                                            |

|  | Procyonidae |
|  |             |
|  | Mustelidae  |
|  |             |

|  | Mephitidae                                                 |
|  |                                                            |
|  | \| \| Procyonidae \| \| \| \| \| \| Mustelidae \| \| \| \| |
|  |                                                            |
|  | Procyonidae                                                |
|  |                                                            |
|  | Mustelidae                                                 |
|  |                                                            |

|  | Procyonidae |
|  |             |
|  | Mustelidae  |
|  |             |